# Al-Hassa
L'oasis d'Al-Hassa (Hassa ou Al-Ahsa, en arabe الأحساء al-aḥsā’) -- réputée la plus grande du monde -- est située dans le désert de la province orientale saoudienne d'Ach-Charqiya à 60 km à l'intérieur des terres, à proximité du Golfe de Bahreïn. La sous-région se compose de 58 000 km2 de désert et de 2 000 km2 d'oasis cultivée. 
Beaucoup de puits de pétrole du pays sont situés dans cette région. L'oasis avec une population de 600 000 habitants, possède une des plus fortes communautés chiites dans ce pays à majorité sunnite.
Le nom d'Al-Hassa est aussi celui de la grande ville de l'oasis, connue aussi sous le nom de Hofuf et Al Mubarraz. Une des grandes universités du pays, l'Université du roi Faisal, fondée en 1975, est située à al-Hasa, avec les facultés d'agriculture, de médecine vétérinaire et de ressources animales, avec ses autres facultés à Dammam. Le campus de Hofuf est un de ceux où les femmes peuvent étudier la médecine, la médecine dentaire et l'économie domestique. Les autres foyers de population sont Al-Mobarraz, Al-Oyoun, et Al-Omran.
Des étendues d'eau douce depuis les temps préhistoriques ont encouragé l'installation humaine et l'agriculture, surtout celle des dattes et des citrons. En plus, des milliers de moutons, de chèvres, de bœufs et de chameaux font d'Al-Hassa l'un des plus gros producteurs de nourriture du royaume.

## Histoire
Al-Hassa, habitée depuis l'époque préhistorique, a probablement fait partie de la civilisation de Dilmun citée par les textes mésopotamiens, puis de celle de Gerrha, citée par les auteurs romains. La légende situe dans l'oasis, à Al-Hufuf, la tombe des amoureux Majnoun et Leila, héros d'un cycle poétique préislamique.
Rattachée au califat arabe , Al-Hassa est conquise en 899 par les Qarmates, mouvement politico-religieux chiite révolté contre le pouvoir des Abbassides. Abū-Tāhir Al-Jannābī, chef des Qarmates, établit sa capitale à Al-Mu'miniya près de l'actuelle Al-Hufuf ; en 930, il mène une expédition de pillage contre La Mecque et emporte la pierre noire sacrée qui restera aux mains des Qarmates jusqu'en 950. En 1077, l'état qarmate est renversé par la dynastie des Uyunides (en), originaires de Bahreïn et alliés des Seldjoukides d'Iran. Les Uyunides sont renversés en 1253 par les Usfurides, eux-mêmes détrônés au XIVe siècle par les Jabrides (en). 
Au XVIe siècle, la région du golfe Persique est disputée dans la guerre navale entre Portugais et Ottomans. Al-Hassa devient une province ottomane, l'eyalet de Lahsa. Les Ottomans repoussent une tentative de conquête perse séfévide pendant la guerre ottomano-persane (1578-1590).
Vers 1669-1670, les Banu Khalid (en) chassent la garnison ottomane et établissent une principauté indépendante qui subsiste jusqu'à sa conquête par les Wahhabites du Nejd en 1793. Les Ottomans, alliés aux Banu Khalid, reprennent la province aux Wahhabites en 1818 mais en sont chassés par ces derniers en 1830. 
De 1871 à 1913, Al-Hassa est de nouveau occupée par les Ottomans et rattachée au vilayet de Bagdad puis à celui de Bassora avant de revenir définitivement à l'émirat du Nejd. En 1922, un arbitrage de l'Empire britannique, le protocole d'Al-Uqayr (en), fixe la frontière entre l'émirat du Koweït et celui du Nejd qui devient, en 1932, le royaume d'Arabie saoudite.

## Question chiite
Le chiisme est présent en Al-Hasa depuis le premier siècle de l'islam mais la population chiite, majoritaire dans la région, est dominée et marginalisée depuis le XIVe par des dynasties sunnites. Depuis 1932, le royaume saoudien favorise l'implantation de résidents sunnites qui occupent la plupart des positions sociales dominantes. L'école de Qatif a fait figure de centre spirituel chiite jusqu'aux années 1940 ; les écoles et lieux de cultes chiites restent actifs jusqu'à nos jours. Leur clergé est généralement formé à Najaf (Irak), Qom (Iran) et, depuis les années 1970, au Koweït où il bénéficie de davantage de liberté qu'en Arabie saoudite.

## Économie

### Agriculture
L'oasis nourrirait 200 000 ovins, 50 000 caprins, 12 000 bovins, et 15 000 camélidés. Les 15 élevages industriels produiraient annuellement 30 millions de poulets et 100 millions d'œufs.

### Transport
- Port : Al Uqayr, ou al-Uqayr, ou Ogair, ou A'aqeer, à 100-120 km à l'est, peut-être l'ancienne Gerha des sources grecques et romaines. Ancien fort islamique. Siège de la conférence de 1922 d'où sort le Protocole d'Uqair.
- Aéroport d'Al Hasa : HOF.
- Routes : 10, 85, 603, 612.
- Chemin de fer.

## Population
- Villes : Al Hasa, Al Hulaylah, Al Jadidah, Al Jafr, Al, Jushah, Al Jubaylah, Al Marah, Al Markaz, l Mutayrifi, Al Qâran, Al Umran.
- Mosquées : Jawatha,
- Hôtels : Coral Plaza, Intercontinental...

## UNESCO
L'oasis d’Al-Ahsa, un paysage culturel en évolution est inscrite sur la liste du patrimoine mondial de l'UNESCO en 2018.